# 泰里山隧道
泰里山隧道是瑞士汝拉州的一座高速公路隧道，承载瑞士A16高速公路穿过泰里山，全长4078米，1988年开工，1998年11月13日通车。